# Charly (Ródano)
Charly é uma comuna francesa na Metrópole de Lyon, na região administrativa de Auvérnia-Ródano-Alpes. Estende-se por uma área de 5,09 km². Em 2010 a comuna tinha 4 691 habitantes (densidade: 921,6 hab./km²).